# Bestuurlijke indeling van Tadzjikistan
Tadzjikistan is onderverdeeld in:
- twee provincies (Tadzjieks: Вилоят — viloyat)
- een autonome provincie Kŭhistoni Badakhshon (Hoog-Badakhshon)
- de hoofdstad Doesjanbe
- een regio die ondergeordend is aan de republiek

De provincies zijn onderverdeeld in steden (шаҳр, shahr) en/of districten (ноҳия, nohiya). Begin 2014 waren dat: 11 van de 17 steden van Tadzjikistan - waaronder dus ook Doesjanbe - en de 58 districten; in totaal 69 gebieden.
De districten zijn op hun beurt onderverdeeld in jamoats (ҷамоат, rurale gemeente) en/of dorpen (шаҳрак, urbane gemeente). Begin 2014 waren er - op het bestuurlijk niveau van onze Westerse gemeenten - : de 17 steden, de 57 dorpen en de 370 jamoats; in totaal dus 444 gebieden.

## Provincies

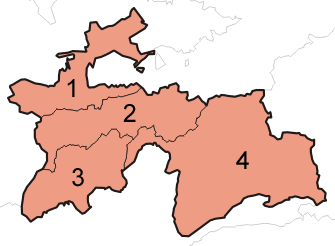
Provincies van Tadzjikistan

Tadzjikistan heeft de volgende provincies:
1. Sughd
2. Regio ondergeordend aan de republiek
3. Khatlon
4. Gorno-Badachsjan
5. Doesjanbe

## Districten

### Soeghd
4 steden en 14 districten:
- Chkalov (Чкалов) • Istiklol (Истиқлол) • Choedzjand (Хуҷанд) • Qayroqqum (Қайроққум)
- Asht (Ашт) • Ayní (Айнӣ) • B.Ghafurov (Б.Ғафуров) • Ghonchí (Ғончӣ) • Isfara (Исфара) • Istaravshan (Истаравшан) • J.Rasulov (Ҷ. Расулов) • Konibodom (Конибодом) • Kŭhistoni Mastchoh (Кӯҳистони Мастчоҳ) • Mastchoh (Мастчоҳ) • Pandzjakent (Панҷакент) • Shahriston (Шаҳристон) • Spitamen (Спитамен) • Zafarabod (Зафарабод)

### Regio ondergeordend aan de republiek
3 steden en 13 districten:
- Roghun stad (Роғун шаҳр) • Tursunzoda stad (Турсунзода шаҳр) • Vahdat stad (Ваҳдат шаҳр)
- Fayzobod (Файзобод) • Hisor (Ҳисор) • Jirgatol (Ҷиргатол) • Nurobod (Нуробод) • Rasht (Рашт) • Roghun district (Роғун ноҳия) • Rŭdakí (Рӯдакӣ) • Shahrinav (Шаҳринав) • Tavildara (Тавилдара) • Tojikobod (Тоҷикобод) • Tursunzoda district (Турсунзода ноҳия) • Vahdat district (Ваҳдат ноҳия) • Varzob (Варзоб)

### Khatlon
2 steden en 24 districten:
- Kŭlob stad (Кӯлоб шаҳр) • Bochtar (Бохтар)
- A.Jomí (А.Ҷомӣ) • Baljuvon (Балҷувон) • Bokhtar (Бохтар) • Danghara (Данғара) • Farkhor (Фархор) • J.Rŭmi (Ҷ.Рӯми) • Jilikŭl (Ҷиликӯл) • Khovaling (Ховалинг) • Khuroson (Хуросон) • Kŭlob district (Кӯлоб ноҳия) • M.S.A.Khamadoní (М.С.А.Хамадонӣ) • Mŭminobod (Мӯминобод) • N.Khusrav (Н.Хусрав) • Norak (Норак) • Panj (Панҷ) • Qubodiyon (Қубодиён) • Qumsangir (Қумсангир) • Sarband (Сарбанд) • Shahrtuz (Шаҳртуз) • Shŭroobod (Шӯрообод) • Temurmalik (Темурмалик) • Vakhsh (Вахш), met als hoofdplaats Vakhsh • Vose’ (Восеъ) • Yovon (Ёвон)

### Gorno-Badachsjan(Hoog-Badakhshon)
1 stad en 7 districten:
- Khorugh (Хоруғ)
- Darvoz (Дарвоз) • Ishkoshim (Ишкошим) • Murghob (Мурғоб), met als hoofdplaats Murghob • Roshqal’a (Рошқалъа) • Rŭshon (Рӯшон) • Shughnon (Шуғнон) • Vanj (Ванҷ)

### Doesjanbe
1 stad:
- Doesjanbe (Душанбе)